# Крушение судна у острова Рождества (2010)
15 декабря 2010 года судно, перевозившее около 90 мигрантов, в основном из Ирака и Ирана, затонуло у берегов острова Рождества, австралийской территории в Индийском океане. В результате происшествия погибли 48 человек, находившихся на борту; 42 выживших были спасены.

## Инцидент
Около 6.30 утра по местному времени судно налетело на рифы, расположенные к северу от Флайинг-Фиш-Кова, недалеко от Роки-Пойнт, а затем разбилось о скалы, что осложнило работу спасателей.
Ночью в течение приблизительно одного часа лодка была отброшена обратно в море. Многие из тех, кто попал в воду, хватились за обломки судна. Местные жители пытались помочь, бросая в воду спасательные жилеты и другие предметы. В ходе спасательной операции, осложнённой плохими погодными условиями, не менее 42 пострадавших были извлечены из океана. Один человек смог вскарабкаться на берег самостоятельно.

## Последствия
Премьер Западной Австралии Колин Барнетт заявил, что «все доступные средства» были переведены в режим повышенной готовности, а премьер-министр Австралии Джулия Гиллард срочно прервала свой отпуск для управления чрезвычайными службами. Было возбуждено расследование о незаконной транспортировке людей.
Изначально предполагалось, что на борту судна находилось около 70 мигрантов, но по оценкам австралийского министра по делам миграции Криса Боуэна на корабле могло находиться до 100 человек. Премьер-министр Гиллард, отвечая на вопрос, почему лодка не была перехвачена пограничными службами, пояснила, что с учетом очень бурного моря скорость реагирования пограничной охраны была адекватной.
Поиск выживших после кораблекрушения был приостановлен 18 декабря, после того, как, по словам врачей, обнаружение выживших стало маловероятным. Панихида по погибшим прошла 19 и 20 декабря.
25 января 2011 года трое индонезийских мужчин были обвинены в провозе людей контрабандой. Им могло грозить до 20 лет тюрьмы и штраф до 220 000 австралийских долларов с человека.
Первые похороны погибших в кораблекрушении прошли 15 февраля 2011 года.